# Albert Eugene Gallatin

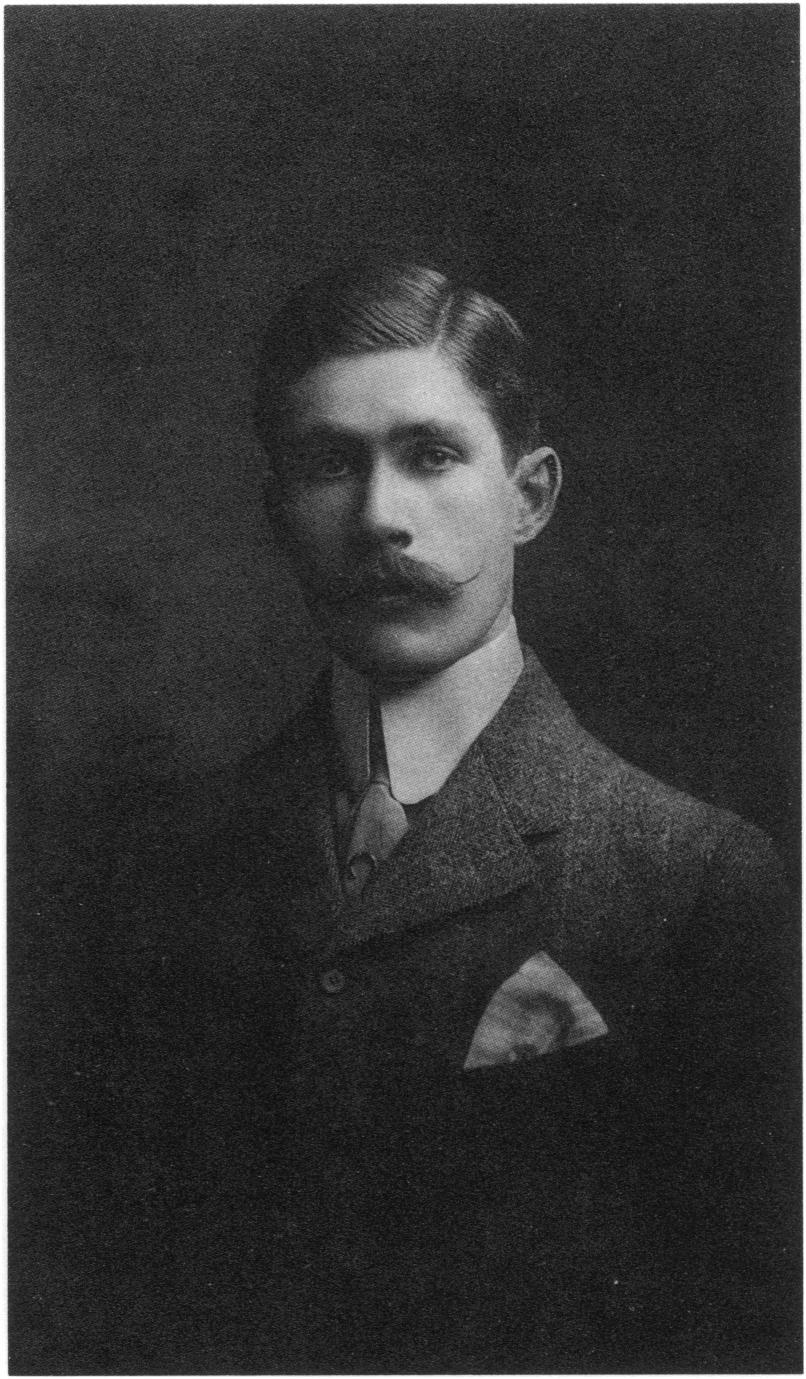
Albert Eugene Gallatin

Albert Eugene Gallatin (Vilanova, 1881 – New York, 1952) was een Amerikaans kunstschilder en kunstverzamelaar.
Albert Gallatin werd in 1881 geboren als zoon van Albert Horatio Gallatin, hoogleraar analytische chemie aan de New York University. Van de 15e tot de 18e eeuw speelden leden van familie Gallatin een belangrijke rol in de politiek in Frankrijk en Zwitserland. Zijn overgrootvader Albert Gallatin was minister van Financiën onder de presidenten Thomas Jefferson en James Madison. 
Gallatin studeerde rechten in New York (1901-1903) en kreeg in 1902 de beschikking over een aanzienlijk familiekapitaal. Dit stelde hem in staat als verzamelaar een actieve rol te spelen in de kunstwereld. Aanvankelijk was hij sterk geïnteresseerd in het Amerikaanse en Franse impressionisme. Mede door zijn contacten met Duncan Phillips verloor hij zijn belangstelling voor impressionistische kunst. Hij verkocht zijn tot dan toe opgebouwde collectie en richtte zich op het kubisme. Na de Eerste Wereldoorlog reisde hij regelmatig naar Parijs en begon vanaf 1921 kunst te kopen bij kunsthandelaren en bij kunstenaars als Pablo Picasso, Henri Matisse, Juan Gris en Fernand Léger.
Op 13 december 1927 opende Gallatin zijn Gallery of Living Art in een van de gebouwen van de Universiteit van New York. Daarmee introduceerde hij als het ware het Europese kubisme in de Verenigde Staten. De Gallery was de gehele dag open en vrij toegankelijk. Hij beschouwde zijn Gallery (later omgedoopt tot Museum of Living Art) als een educatieve werkplaats voor vooruitstrevende Amerikaanse kunstschilders die zo kennis konden maken met de vernieuwingen in de Europese kunst. Hoewel Gallatin zich niet beperkte tot het verzamelen van puur kubistische werken, was hij niet geïnteresseerd in het expressionisme of het futurisme.
Belangrijk voor de ontwikkeling van zijn ideeën over moderne kunst waren de intensieve contacten met Robert Delaunay, een van de stichters van de internationale groep Abstraction-Création. Deze groep was erg actief in de periode 1932-1936. Delaunay introduceerde Gallatin bij verschillende leden van deze groep zoals Albert Gleizes en Joaguím Torres-Garcia. Door Delaunay leerde Gallatin ook Jean Hélion kennen, die hem adviseerde niet alleen puur kubistisch werk te kopen.
Jean Hélion bracht Gallatin in contact met Hans Arp en Piet Mondriaan. Van Mondriaan kocht Gallatin ‘Compositie met geel en blauw’, dat Mondriaan in 1932 had gemaakt. Van Mondriaan ontving Gallatin een kopie (met opdracht) van zijn verhandeling over het neo-plasticisme (uit 1920). In 1934 fotografeerde Gallatin Mondriaan in zijn atelier aan de Rue du Depart in Parijs. Ook van Arp kocht Gallatin werk. Werken van Léger, Arp en Mondriaan waren in 1933 te zien in de Gallery of Living Art in New York. Hélion schreef in de bijbehorende catalogus van 1933 een inleidend essay over de ontwikkeling van de abstracte kunst. Hij benadrukte daarin de grote betekenis van Arp en Mondriaan.
Op advies van Hélion kocht Gallatin in de periode 1934-1935 ook schilderijen van César Domela, Wolfgang Paalen, Hans Erni, Jean Xceron, Fernand Léger en Joan Miro. Ook van de Amerikaanse leden van de groep Abstraction-Création, John Ferren en Alexander Callen kocht Gallatin schilderijen.
In de loop van de jaren 20 was Gallatin zelf ook actief geworden als schilder. Samen met zijn neef George L.K. Morris, diens vrouw Suzy Frelinghuysen en zijn vriend Charles Shaw vormden zij de zogenaamde ‘Park Avenue Cubists’. Met Shaw en Morris organiseerde Gallatin de tentoonstelling ‘Five Contemporary American Concretionists’ in  de Paul Reinhardt Galleries in New York in maart 1936 (in de zomer van dat jaar was de tentoonstelling te zien in Londen en Parijs). Behalve van Shaw en Morris hing op deze expositie werk van Charles Biederman, Alexander Calder en John Ferren. Deze vijf kunstenaars waren met Gallatin nauw betrokken bij de ontwikkeling van de groep American Abstract Artists (A.A.A.). De tentoonstelling was bedoeld als een uitdagend antwoord op de overzichtstentoonstelling ‘Cubism and Abstract Art’, dat door het Museum of Modern Art van New York was georganiseerd en waar vrijwel uitsluitend werk van Europese kunstenaars was te zien. 
Tussen 1937 en 1939 speelde Gallatin een belangrijke rol bij de start van het internationale tijdschrift ‘Plastique’. In augustus 1936 had Gallatin al een financiële bijdrage geleverd voor het eerste nummer dat in de lente van 1937 verscheen (in het totaal zou hij voor 5 afleveringen financiële ondersteuning geven). Voor het lentenummer van 1938, dat gewijd was aan de abstracte kunst in Amerika, schreef Gallatin een artikel over ‘Abstract Painting and the Museum of Living Art’.
Door het uitbreken van de Tweede Wereldoorlog was Gallatin niet meer in staat zijn jaarlijkse reizen naar Europa te maken. Naast zijn werk als kunstverzamelaar werd hij in die periode ook steeds actiever als kunstschilder. Hij exposeerde regelmatig zowel solo als ook als lid van de groep A.A.A. In maart 1942 was er in zijn museum een grote overzichtstentoonstelling met werken van 25 Amerikaanse kunstenaars (merendeels leden van de A.A.A.).
In december 1942 moest het Museum of Living Art noodgedwongen vertrekken uit de gebouwen van de Universiteit van New York, omdat de ruimte nodig was voor de bibliotheek. In 1943 ging het grootste deel van de collectie naar het Philadelphia Museum of Art en een kleiner deel werd geschonken aan het Berkshire Museum in Pittsfield (Massachusetts).
Gallatin, die de ‘Abstract King of America’ werd genoemd, overleed in 1952 op 70-jarige leeftijd.

## Werk

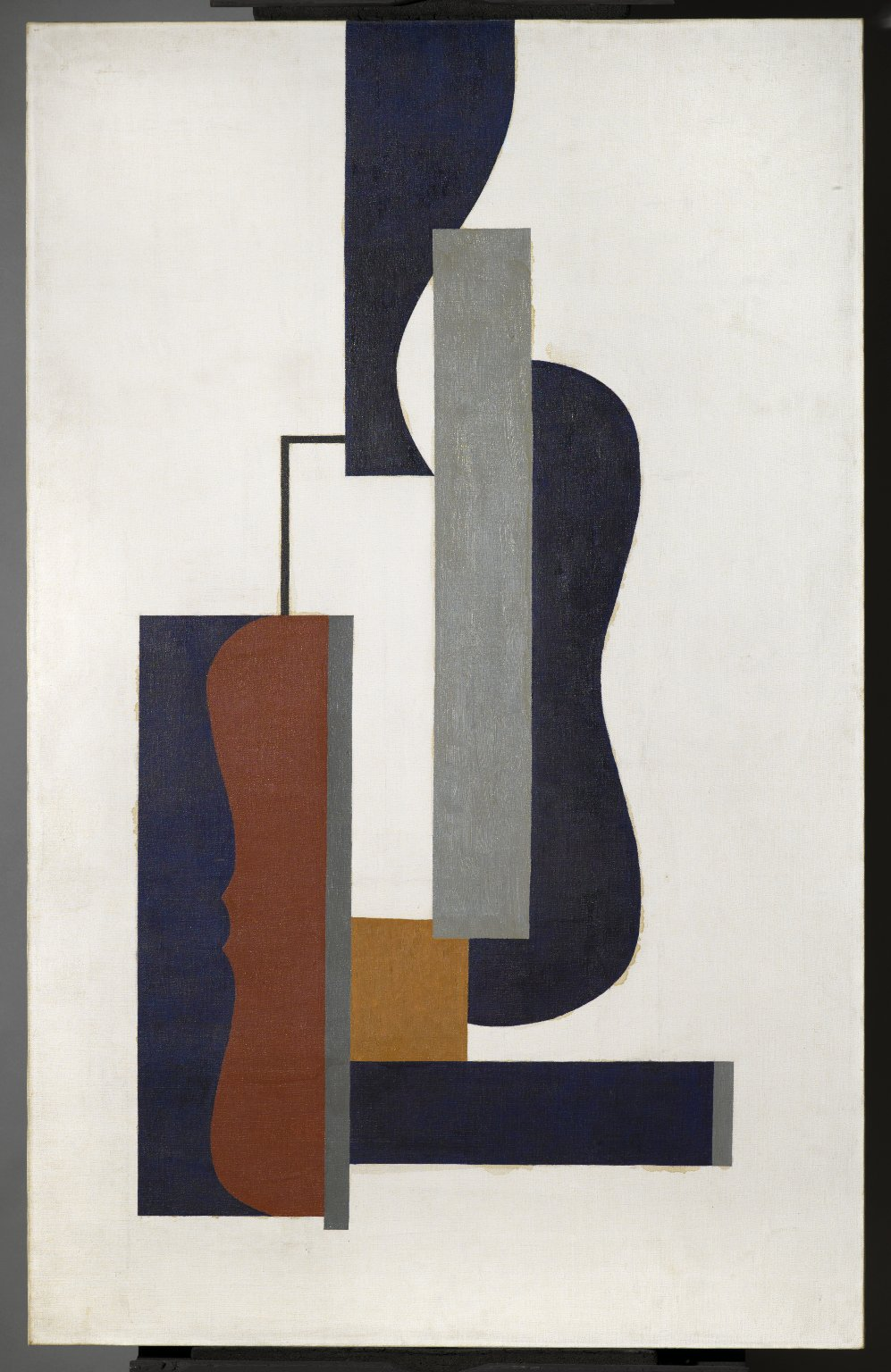
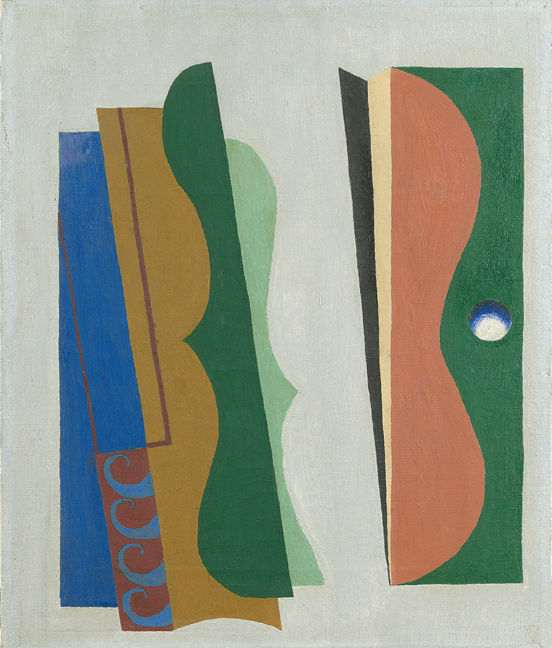
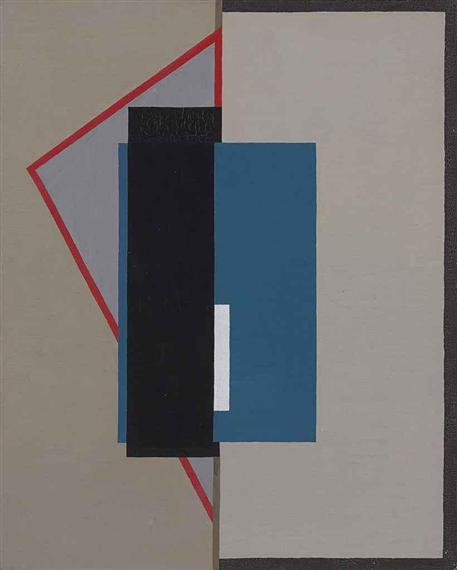
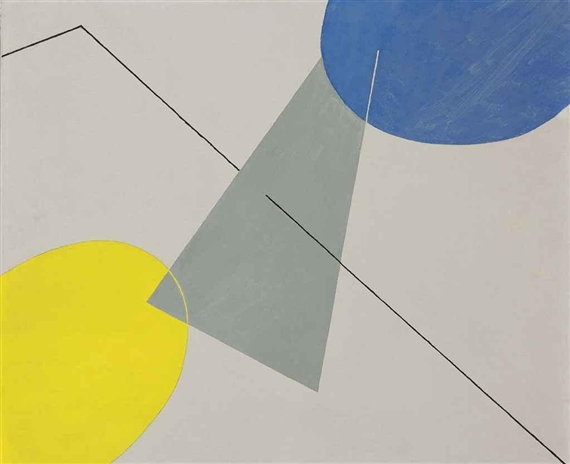
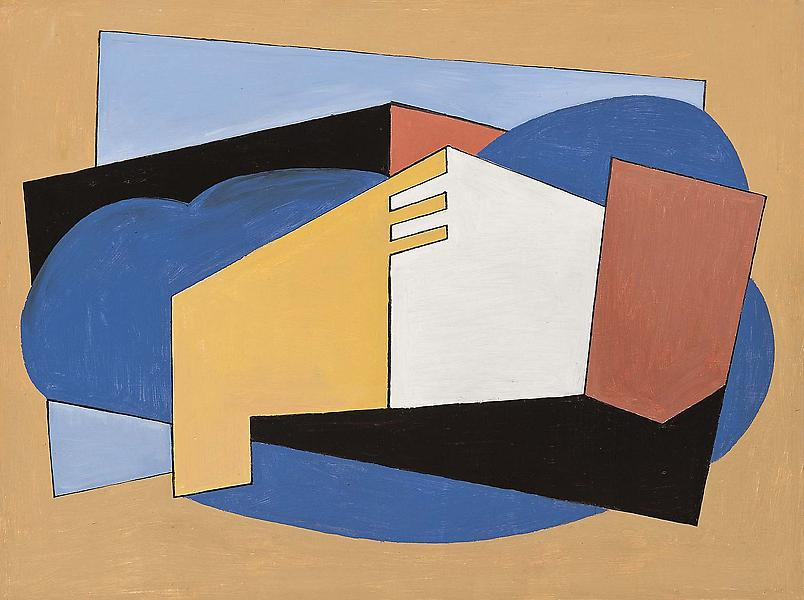
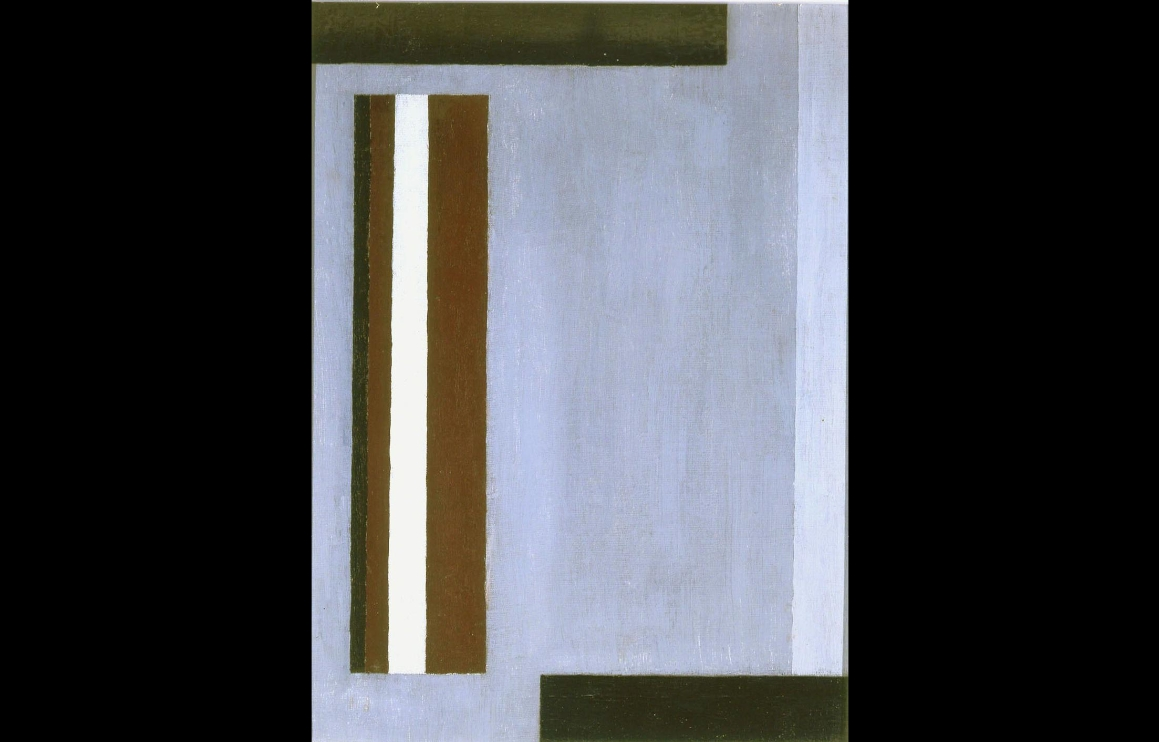
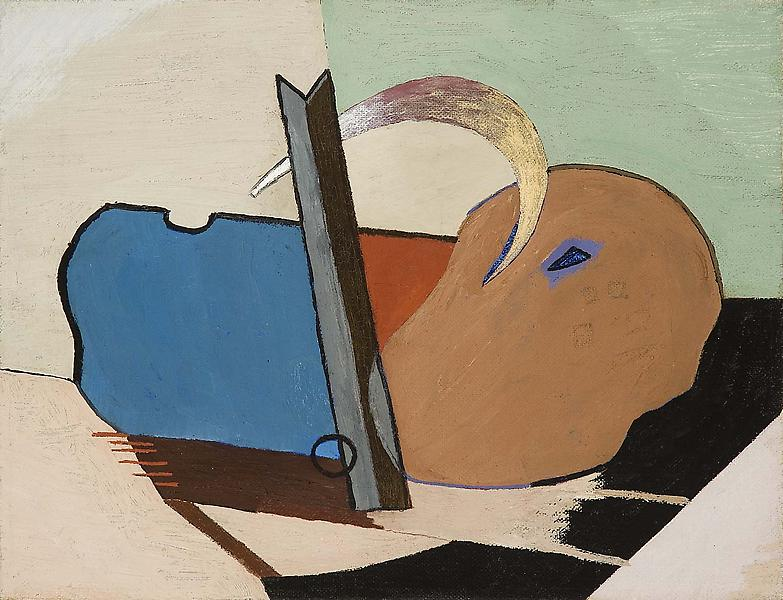
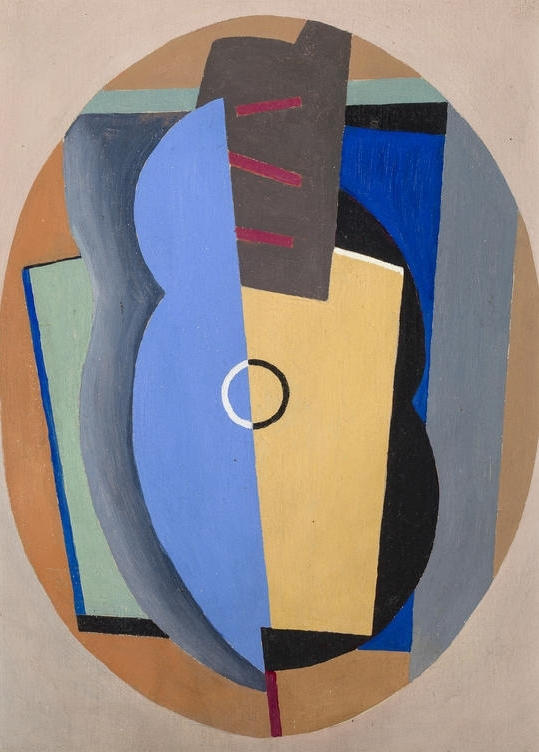
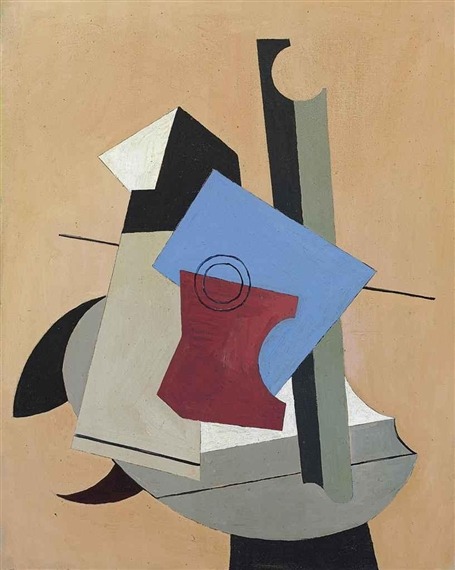
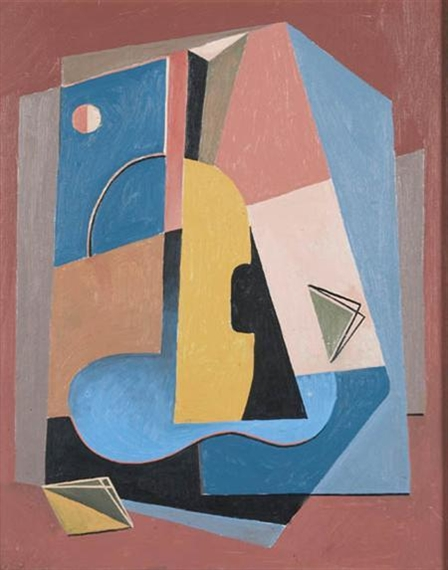
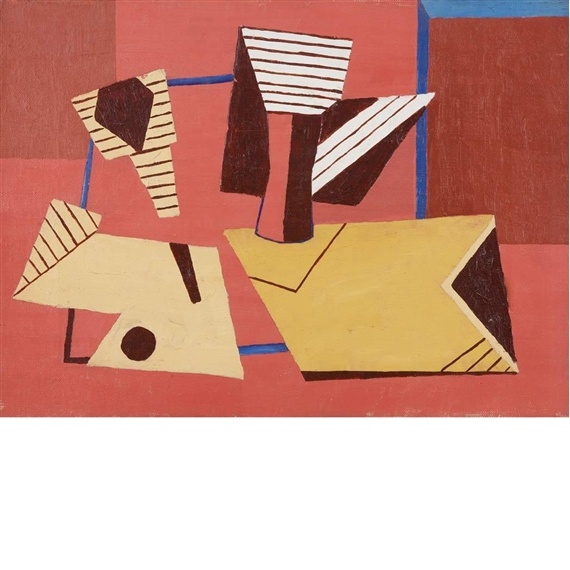

- Bibliothèque nationale de France: cb14974373q (data)
- Gemeinsame Normdatei: 118916483
- International Standard Name Identifier: 0000 0001 1569 9510
- Library of Congress Control Number: n80113470
- Nationale Bibliotheek van Israël: 987007276662905171
- Nederlandse Thesaurus van Auteursnamen: 074071521
- PIC: 383580
- RKD-Nederlands Instituut voor Kunstgeschiedenis: 30039
- Système universitaire de documentation: 154307564
- Trove: 1289230
- Union List of Artist Names: 500115733
- Virtual International Authority File: 49497964
- WorldCat: E39PBJh8VPpWRhKjf4Y8kxmfMP